# John Henry Newman
Gioan Henricô Newman C.O. (21 tháng 2 năm 1801 – 11 tháng 8 năm 1890) là một hồng y người Anh của Giáo hội Công giáo và là một nhà thần học, học giả, triết gia, nhà sử học và nhà văn. Ban đầu, ông là một linh mục của Giáo hội Anh, tuy nhiên sau đó ông đã cải đạo sang Công giáo và được truyền chức linh mục trong thời gian học tập tại Roma. Hồng y Newman là một nhân vật quan trọng và gây nhiều tranh cãi trong lịch sử tôn giáo nước Anh vào thế kỷ 19 và tên tuổi của ông được biết đến trên khắp nước Anh vào giữa thập niên 1830. Ông được Giáo hội Công giáo tuyên hiển thánh vào năm 2019.
Vốn là một viện sĩ theo khuynh hướng Tin Lành của Đại học Oxford và là một linh mục của Giáo hội Anh, Newman dần bị thu hút bởi truyền thống giáo hội thượng lưu của Anh giáo rồi trở thành lãnh đạo nổi bật của Phong trào Oxford, một nhóm các tín hữu Anh giáo chống lại chủ nghĩa duy tự do đang lan mạnh, đồng thời vận động phục hồi các niềm tin và nghi thức phụng vụ trước khi xảy ra cuộc Cải cách Tin Lành. Đến năm 1845, Newman rời bỏ Giáo hội Anh và ông được đón nhận vào Giáo hội Công giáo Rôma; sau này ông được Giáo hoàng Leo XIII vinh thăng làm hồng y. Ngày 19 tháng 9 năm 2010, Giáo hoàng Benedictus XVI đã cử hành lễ tuyên chân phước cho ông trong chuyến viếng thăm Vương quốc Anh của mình. 
Hồng y Newman là người sáng lập ra Viện Đại học Công giáo Ireland (sau này phát triển thành University College Dublin), viện đại học lớn nhất ở Ireland ngày nay. Ông cũng được biết đến trong vai trò là nhà văn và nhà sáng tác thánh ca, nổi bật trong số đó là "Lead, Kindly Light" và "Praise to the Holiest in the Height".
Ngày 31/7/2025, Đức Giáo hoàng Leo XIV phê chuẩn tuyên bố ông là Thánh tiến sĩ.